# Fußballer des Jahrhunderts (Deutschland)
Zum 100-jährigen Jubiläum des Deutschen Fußball-Bundes im Jahr 2000 wurde vom Verband Deutscher Sportjournalisten (VDS) und dem Fachblatt Kicker-Sportmagazin eine offizielle Umfrage zu den deutschen Spielern, Mannschaften und Trainern des Jahrhunderts unter den über 2500 Mitgliedern des Verbandes Deutscher Sportjournalisten gestartet. Die Wahl endete wie folgt (Stimmen in Klammern):

## Spieler des Jahrhunderts
1. Franz Beckenbauer (557)
2. Fritz Walter (135)
3. Gerd Müller (67)
4. Uwe Seeler (44)
5. Lothar Matthäus (41)
6. Günter Netzer (24)
7. Wolfgang Overath (7)
8. Fritz Szepan (7)
9. Peter Ducke (6)
10. Jürgen Klinsmann (6)

## Trainer des Jahrhunderts

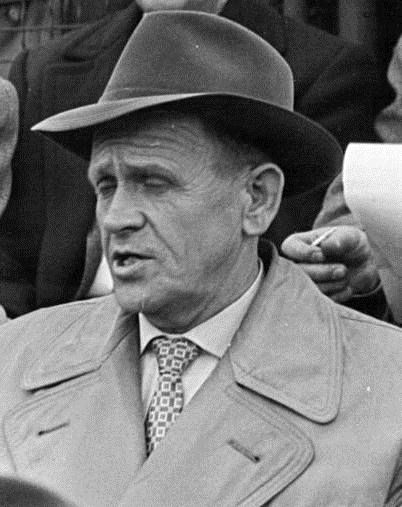
Sepp Herberger (1956)

1. Sepp Herberger (422)
2. Hennes Weisweiler (187)
3. Ernst Happel (83)
4. Helmut Schön (76)
5. Franz Beckenbauer (53)
6. Udo Lattek (39)
7. Ottmar Hitzfeld (35)
8. Otto Rehhagel (30)
9. Georg Buschner (6)
10. Branko Zebec (5)

## Mannschaft des Jahrhunderts
1. WM-Elf von 1954
2. EM-Elf von 1972
3. FC Bayern München von 1974-1976
4. WM-Elf von 1974
5. WM-Elf von 1990
6. Borussia Mönchengladbach 1970/71
7. WM-Elf von 1970
8. 1. FC Kaiserslautern 1998
9. Hamburger SV 1983
10. Breslau-Elf 1937